# Leptoclinides aspiculatum
Leptoclinides aspiculatum är en sjöpungsart som beskrevs av Romanov 1989. Leptoclinides aspiculatum ingår i släktet Leptoclinides och familjen Didemnidae. Inga underarter finns listade i Catalogue of Life.